# Lee Chang-min
Lee Changmin (en hangul: 이창민; Haman, 1 de mayo de 1986) es un cantante surcoreano, es miembro del grupo 2AM.

## Biografía
Estudió en Dong-Ah Bangsong College.

## Carrera
Fue miembro del grupo surcoreano 2AM.

## Discografía

### Soundtracks
| Año  | Título                                                              | Posiciones en listas | Posiciones en listas | Ventas               | Álbum                                              |
| Año  | Título                                                              | KOR Gaon             | KOR Billboard        | Ventas               | Álbum                                              |
| ---- | ------------------------------------------------------------------- | -------------------- | -------------------- | -------------------- | -------------------------------------------------- |
| 2009 | "Don't Swallow (삼키지마)"                                          | -                    | -                    | - KOR (DL): -        | Telecinema Project Vol. 5 / A Dream Comes True OST |
| 2011 | "Can't I Love You (사랑하면 안될까)" (con Jinwoon)                  | -                    | -                    | - KOR (DL): -        | Dream High OST - Part 6                            |
| 2012 | "Road of Tears (눈물길)" (con Im Seulong)                           | -                    | -                    | - KOR (DL): -        | Dr. Jin OST - Part 3                               |
| 2012 | "Because I’m Sorry (들리지 않는 말)" (con Lee Hyun)                 | -                    | -                    | - KOR (DL): -        | Five Fingers OST - Part 2                          |
| 2013 | "I Only See One Person (한 사람만 보여요)" (con Dahee)              | -                    | -                    | - KOR (DL): -        | You're the Best, Lee Soon-shin OST - Part 4        |
| 2013 | "Moment"                                                            | -                    | -                    | - KOR (DL): 538, 082 | The Heirs OST - Part 3                             |
| 2014 | "Saying I Love You (사랑한단 말)" (con Jinwoon)                     | -                    | -                    | - KOR (DL): -        | Hotel King OST - Part 2                            |
| 2014 | "Hope (바래)"                                                       | -                    | -                    | - KOR (DL): -        | Jang Bo-ri is Here! OST - Part 4                   |
| 2014 | "Love Comes With Goodbyes (사랑은 이별을 품고 온다)" (con Lee Hyun) | -                    | -                    | - KOR (DL): -        | Endless Love OST - Part 3                          |
| 2015 | "Mirage (신기루)"                                                   | -                    | -                    | - KOR (DL): -        | Super Daddy Yeol OST - Part 3                      |

### Colaboraciones
| Año  | Título | Posiciones en listas | Posiciones en listas | Ventas        | Álbum                                    |
| Año  | Título | KOR Gaon             | KOR Billboard        | Ventas        | Álbum                                    |
| ---- | --- | -------------------- | -------------------- | ------------- | ---------------------------------------- |
| 2008 | "Superman" (con Mario) | -                    | -                    | - KOR (DL): - | Superman (Digital Single)                |
| 2009 | "Graduation (졸업)" (con Jo Kwon) | -                    | -                    | - KOR (DL): - | Graduation (졸업) (Digital Single)       |
| 2010 | "Star" (con Jinwoon & 8eight) | -                    | -                    | - KOR (DL): - | 8eight - The Bridge                      |
| 2010 | "I Was Able To Eat Well (밥만 잘 먹더라)" (con Lee Hyun) | -                    | -                    | - KOR (DL): - | I Was Able To Eat Well (Digital Single)  |
| 2010 | "Let's Go" (con Gyuri, Seohyun, Jun.K, Jaekyung, Jonghyun, Sungmin, Kahi, Luna, Jieun, Junhyung, Gayoon, Min, G.O, Bumkey, G.NA, Son Dambi, Seo In-guk, IU & Anna) | -                    | -                    | - KOR (DL): - | Group of 20                              |
| 2011 | "Please Don’t Go (가면 안돼)" (con San E & Outsider) | -                    | -                    | - KOR (DL): - | Please Don’t Go (Digital Single)         |
| 2011 | "Man Should Laugh (남자니까 웃는거야)" (con Lee Hyun) | -                    | -                    | - KOR (DL): - | Man Should Laugh (Digital Single)        |
| 2013 | ""Meet, Taste, Right?! (만나 맛나 맞나?!)" | -                    | -                    | - KOR (DL): - | Kimpira Project Part 1 (Digital Single)  |
| 2014 | "The Very Last First (마지막 처음)" (con Melody Day) | -                    | -                    | - KOR (DL): - | The Very Last First (Digital Single)     |
| 2014 | "It Girl (잇걸)" (con Lee Hyun) | -                    | -                    | - KOR (DL): - | Homme - Pour les femmes (1st Mini Album) |

## Filmografía

### Programas de TV
| Año                    | Título                                         | Canal        | Notas                                                                                  |
| ---------------------- | ---------------------------------------------- | ------------ | -------------------------------------------------------------------------------------- |
| 2009                   | Star Golden Bell                               | KBS          | 15.08.2009 - 08.05.2010                                                                |
| 2010                   | Superstar K2                                   | Mnet         | Mentores con JeA & Supreme Team                                                        |
| 2011                   | Food Essay                                     | Olive TV     | Host                                                                                   |
| 2011                   | Birth of a Great Star                          | MBC          | Jueces especiales con Jo Kwon, Lim Jeong-hee & Lee Hyun                                |
| 2011                   | Immortal Songs 2                               | KBS2         | Concursante                                                                            |
| 2012                   | I Am Changmin                                  | Dokyo MX TV  | Host                                                                                   |
| 2013                   | God of Food Road                               | Y-Star       | MC con Park Ji Yoon & Jeong Junha (30.03.2013-22.03.2014)                              |
| 2014                   | KBS Fly Top Striker Season 6 / Fly Shootdori 6 | KBS N Sports | Entrenador                                                                             |
| 2014                   | Mnet 4 Thing Shows                             | Mnet         | Él mismo - Episodio 08                                                                 |
| 2014                   | Immortal Songs 2                               | KBS2         | Concursante                                                                            |
| 2014                   | The Choice of 100 People - The Best Ramen      | MBC Every1   | MC                                                                                     |
| 2014                   | Law of the Jungle in Costa Rica                | SBS          | ep. 137-145 (participante)                                                             |
| 2012, 2013, 2014, 2015 | Hello Counselor                                | KBS2         | Invitado, (ep. 68, 114, 146, 183, 231, 244)                                            |
| 2016                   | I Can See Your Voice                           | Mnet         | miembro del panel de detectives, (ep. #2 temporada 3)                                  |
| 2015, 2018             | King of Mask Singer                            | MBC          | Concursó como "That Pine on Namsan", (ep. 3-4) Concursó como "Drum Man", (ep. 143-144) |

### Teatro
| Año  | Título   | Rol              | Notas      |
| ---- | -------- | ---------------- | ---------- |
| 2012 | 2013     | Three Musketeers | D’Artagnan |
| 2012 | Friends  | Lee Joon Seok    |            |
| 2014 | Caffeine | Kang Ji Min      |            |
| 2015 | Audition | Byeong Tae       |            |

### Radio
| Año  | Título                     | Canal       | Notas          |
| ---- | -------------------------- | ----------- | -------------- |
| 2015 | KBS Changmin's Music Plaza | KBS Cool FM | DJ (Sat & Sun) |

### Programas musicales

#### Music Bank
| Año  | Fecha       | Canción                                  |
| ---- | ----------- | ---------------------------------------- |
| 2010 | September 3 | "I Was Able To Eat Well" (with Lee Hyun) |

## Premios y nominaciones
| Año  | Premio                                       | Categoría                 | Trabajo nominado                                 | Resultados |
| ---- | -------------------------------------------- | ------------------------- | ------------------------------------------------ | ---------- |
| 2010 | Melon Music Awards                           | Song of the Year          | I Was Able to Eat Well (with Lee Hyun)           | Nominado   |
| 2010 | Mnet Asian Music Awards                      | Best Collaboration        | I Was Able to Eat Well (with Lee Hyun)           | Nominado   |
| 2010 | Bugs Music Awards                            | Best Duet                 | I Was Able to Eat Well (with Lee Hyun)           | Nominado   |
| 2014 | 50th Baeksang Arts Awards                    | Best OST                  | Moment                                           | Nominado   |
| 2014 | 2nd Asia Rainbow TV Awards                   | Outstanding Theme Song    | Moment                                           | Ganador    |
| 2014 | 16th Seoul International Youth Film Festival | Best OST by a Male Artist | Moment                                           | Nominado   |
| 2014 | 16th Seoul International Youth Film Festival | Best OST by a Male Artist | Telling You That I Love You (with Jeong Jinwoon) | Nominado   |